# Henry Behnsen
Henry Behnsen (* 4. September 1875; † 1942) war ein deutscher Jurist und Unternehmer. Er war Geschäftsführer des Vereins Deutscher Wollkämmerer und Kammgarnspinner.

## Leben
Henry Behnsen studierte Rechtswissenschaften und Volkswirtschaft an den Universitäten Tübingen und Göttingen. An der Universität Leipzig promovierte er im Jahre 1901 zum Dr. jur. Danach war er ein Jahr Sekretär bei der Handelskammer Duisburg. 1904 wurde er stellvertretender Syndikus an der Handelskammer in Plauen im Vogtland. 1909 wurde er Geschäftsführer des Vereins Deutscher Wollkämmerer und Kammgarnspinner. Während des Ersten Weltkrieges wurde er Direktor der Kammwoll-Aktiengesellschaft.
Sein mit Werner Genzmer 1921 verfasstes Buch Valuta-Elend und Friedensvertrag wurde 1933 Opfer der Bücherverbrennung durch die Nationalsozialisten.

## Schriften (Auswahl)
- Die Frage der Rohstoffversorgung und die Regelung der Uebergangs-Wirtschaft in der Textilindustrie. Vortrag im Verband Mitteldeutscher Industrieller in Frankfurt a. M. am 24. Mai 1918, Dresden: Grünberg, 1918.
- (mit Werner Genzmer): Die Folgen der Mark-Entwertung für uns und die andern, Leipzig: F. Meiner, 1921.
- (mit Werner Genzmer): Valuta-Elend und Friedensvertrag, Leipzig: F. Meiner, 1921.
- (mit Werner Genzmer): Die Bilanz der Weltwirtschaft seit Kriegsende, Berlin: Gebr. Pastel, o. J. [1922].
- (mit Werner Genzmer): Die Ausschaltung des Währungsrisikos nebst Grundsätzen und Umrechnungstafeln für eine Goldmarkbilanz, Leipzig: F. Meiner, 1923.
- Die unzulänglichen Abschreibungen und ihre kaufmännische und steuerliche Regelung, Teile 1 und 2, Berlin: Verein Deutscher Wollkämmer und Kammgarnspinner, 1928.
- Unzureichende Abschreibungen, Scheingewinne und Substanzverluste, Leipzig: F. Meiner, 1929
- Weltwirtschaft der Wolle, Berlin: J. Springer, 1932.